# Mike Irwin
Mike J. Irwin, är en brittisk astronom.
Han är verksam vid Universitetet i Cambridge.
Minor Planet Center listar honom som M. J. Irwin och som upptäckare av 8 asteroider.

## Asteroider upptäckta av Mike Irwin
| 8012 1990 HO3 [A]                                                                | 29 april 1990     |
| 8361 1990 JN1 [A]                                                                | 1 maj 1990        |
| 15810 Arawn [A]                                                                  | 12 maj 1994       |
| 16684 1994 JQ1 [A]                                                               | 11 maj 1994       |
| 19299 1996 SZ4 [B] [C]                                                           | 16 september 1996 |
| 48443 1990 HY5 [A]                                                               | 29 april 1990     |
| 58165 1990 HQ5 [A]                                                               | 29 april 1990     |
| 73682 1990 HU5 [A]                                                               | 29 april 1990     |
| Upptäckt tillsammans med: A Anna N. Zytkow B Alan Fitzsimmons C Iwan P. Williams |                   |